# Ауаса (город)
Ауа́са, также Ава́са (амх. አዋሳ) — город на юге центральной части Эфиопии, столица Области Народностей Южной Эфиопии. Является центром уорэды Ауаса, которая территориально расположена на севере зоны Сидама, но административно является отдельной единицей уровня зоны — «Городская администрация Ауасы» (Hawassa City Administration).

## Общая информация
До 1995 года город был центром провинции Сидамо. В городе расположен университет Ауасы, колледж, большой рынок и аэропорт. Главной достопримечательностью является церковь Святого Габриеля и стадион Кенема. Основным занятием населения и источником дохода является рыболовство на местном озере.

## Географическое положение
Ауаса расположен в центральной части страны, в 270 км к югу от Аддис-Абебы, в 130 км к востоку от Соддо, в 75 км к северу от города Дилла и в 1125 км от Найроби. Находится на берегу озера Ауаса, на высоте 1679 м над уровнем моря. Через город проходит трасса Аддис-Абеба — Найроби.

## Климат
| Показатель                    | Янв. | Фев. | Март | Апр. | Май  | Июнь | Июль | Авг. | Сен. | Окт. | Нояб. | Дек. | Год  |
| ----------------------------- | ---- | ---- | ---- | ---- | ---- | ---- | ---- | ---- | ---- | ---- | ----- | ---- | ---- |
| Средний суточный максимум, °C | 28,1 | 28,5 | 28,9 | 27,4 | 26,5 | 25,3 | 23,6 | 24,1 | 25,0 | 26,3 | 27,2  | 27,6 | 26,5 |
| Средняя температура, °C       | 18,9 | 20,0 | 20,7 | 20,2 | 19,7 | 19,1 | 18,4 | 18,7 | 18,8 | 18,8 | 18,5  | 18,4 | 19,2 |
| Средний суточный минимум, °C  | 9,8  | 11,5 | 12,5 | 13,0 | 13,0 | 12,9 | 13,3 | 13,3 | 12,7 | 11,4 | 9,8   | 9,3  | 11,9 |
| Норма осадков, мм             | 28   | 45   | 77   | 105  | 124  | 98   | 135  | 134  | 128  | 80   | 34    | 19   | 1007 |
| Источник:                     |      |      |      |      |      |      |      |      |      |      |       |      |      |

## Население
По данным Центрального статистического агентства, на 2007 год население зоны Ауаса составляет 258 808 человека, из них 133 123 мужчины и 125 685 женщин. Население собственно города составляет 157 879 человек. Этнический состав: сидамо (48,67 %); амхара (15,43 %); воламо (13,9 %); оромо (5,21 %) и гураге (4,33 %); доля всех остальных народностей составляет 12,46 %. Язык сидамо считают родным 47,97 % населения; амхарский — 31,01 %; воламо — 9,58 %; оромо — 2,07 %; оставшиеся 9,37 % назвали другой язык в качестве родного. 59,71 % населения — протестанты; 26,99 % — последователи эфиопской православной церкви; 8,14 % — мусульмане и 3,78 % — католики.
По данным переписи 1994 года население города насчитывало 69 169 человек.